# 上村松篁
上村 松篁（うえむら しょうこう、1902年（明治35年）11月4日 - 2001年（平成13年）3月11日）は日本画家。
幼名は信太郎。母は近代美人画の大家、上村松園。父は松園の師の日本画家鈴木松年ともされるが、未婚であった松園は多くを語らなかった。息子は同じく日本画家の上村淳之である。

## 略歴
- 1902年（明治35年） - 京都に生まれる
- 1921年（大正10年） - 『閑庭迎秋』が帝展に初入選する
- 1924年（大正13年） - 京都市立絵画専門学校（現：京都市立芸術大学）卒業
- 1928年（昭和3年） - 『蓮池群鴦図』が帝展の特選となる[2]
- 1948年（昭和23年） - 奥村厚一、秋野不矩、山本丘人らと日本画の団体『創造美術』を結成
- 1959年（昭和34年） - 芸術選奨文部大臣賞を受賞
- 1967年（昭和42年） - 日本芸術院賞を受賞[3]
- 1968年（昭和43年） - 京都市立芸術大学名誉教授
- 1973年（昭和48年） - 勲三等瑞宝章を受章
- 1981年（昭和56年） - 日本芸術院会員となる
- 1983年（昭和58年） - 文化功労者
- 1984年（昭和59年） - 文化勲章
- 1994年（平成6年） - 松伯美術館が開館
- 2001年（平成13年） - 心不全のため死去。98歳

※創造美術はその後、新制作協会日本画部を経て創画会となる

## エピソード

### 鳥に関するもの
- 鳥の写生には強いこだわりを持っており、「鳥の生活を理解しなければ、鳥は描けない」と言い、鳥の観察のためにインドやオーストラリア、東南アジア等を旅行した。
- また、奈良市郊外の自身のアトリエの敷地にも大規模な禽舎（鳥小屋）を設け、1,000羽を超える鳥を飼って生涯観察を続けていた。彼の死後、この禽舎は息子の上村淳之が管理していた。
- とりかかると厄介なモチーフとして、ウズラを挙げていた。
- 円山派の流れに立つが、円山派の描いた鳥に対しては、「十分、生きた鳥になりきっていない」と不満を言っていた。

### 母・松園に対して
- 幼い頃の松篁には、松園は『二階の画室にこもって絵を描いている』姿程度しか記憶になかったため、松園のことを「二階のお母さん」と呼んでいた。
- 松園が描いた作品で好きなものとして、『春苑』、『天保歌妓』の二つを挙げている。
- 美人画を描かなかった（『万葉の春』のように例外もある）松篁だが、松園の影響を受けていることを認めている。

### 梅原猛の考察
- 哲学者の梅原猛は、『アート・トップ』1978年12月号に掲載された小論で、「上村松篁の花鳥画は、鳥の世界に移された一種の美人画である」というような主旨を述べている。また、「その根底には、幼少からの『人間嫌い』がある」とも述べている。

## 主な作品
- 『金魚』（1929年、松伯美術館蔵）
- 『星五位』（1958年、東京国立近代美術館蔵）
- 『万葉の春』（1970年、松伯美術館蔵）
- 『樹下幽禽』（1966年、日本芸術院蔵）
- 『閑鷺』（1977年、山種美術館蔵）

## 関連書

### 画集
- 「上村松篁画集 作品一九二一‐一九八〇」講談社
- 「花下鳥遊 上村松篁自選素描集」日本経済新聞社
- 「唳禽集 上村松篁 画集・写真集複製画」中央公論美術
- 「上村松篁画集」求竜堂

### 画風
- 花鳥画

### 団体
- 日本芸術院
- 創画会

### 人物
- 上村松園
- 上村淳之